# Virginia (voornaam)
Virginia is een meisjesnaam.
De Latijnse naam Verginius/Virginius was de naam van een Romeinse gens (geslacht, familie). Mogelijk betekent deze naam "mannelijk ras". Het is minder waarschijnlijk dat de naam Virginia is afgeleid van het Latijnse virgo, wat "meisje" betekent.
De naam is vooral populair in Engelstalige landen.

## Bekende naamdraagsters
- Virginia Andrews, Amerikaanse romanschrijfster
- Virginia Apgar, Amerikaanse chirurg
- Virginia Brown Faire, Amerikaanse actrice
- Virginia Bruce, Amerikaanse actrice en zangeres
- Virginia Capers, Amerikaanse actrice
- Virginia Carroll, Amerikaanse filmactrice
- Virginia Centurione Bracelli, Italiaanse weldoenster
- Virginia Cherrill, Amerikaanse actrice
- Virginia Davis, Amerikaanse actrice
- Virginia Kapić, Nederlandse rechts-extremiste
- Virginia Lourens, Nederlandse taekwondoka
- Virginia Madsen, Amerikaanse actrice
- Virginia Mayo, Amerikaanse actrice
- Virginia Powell, Amerikaanse atlete
- Virginia Ruano Pascual, Spaanse tennisspeelster
- Virginia Ruzici, Roemeense tennisspeelster
- Virginia Satir, Amerikaanse gezinstherapeute
- Virginia Wade, Engelse tennisspeelster
- Virginia Weidler, Amerikaanse actrice
- Virginia Woolf, Engelse auteur